# Vol Aeroflot 821
Le vol Aeroflot 821 est un vol intérieur régulier de passagers assuré par la compagnie aérienne russe Aeroflot-Nord, dans le cadre d'un accord de service avec Aeroflot, entre Moscou et Perm. L'avion, un Boeing 737-500, s'est écrasé le 14 septembre 2008 lors de l'approche vers l'aéroport international de Perm, dans les montagnes de l'Oural. Les 88 passagers et membres d'équipage présents à bord sont tous mort sur le coup. C'est l'accident aérien le plus meurtrier impliquant un 737-500, surpassant celui du vol Asiana Airlines 733 en 1993.
La principale cause de l'accident est la désorientation spatiale des deux pilotes, lors de la phase d'approche, en raison de leur inexpérience avec l'indicateur d'attitude de type occidental sur l'avion. Le manque de repos adéquat, la mauvaise gestion des ressources de l'équipage et la consommation d'alcool par le commandant de bord ont également contribué à l'accident.
Cette catastrophe aérienne a conduit Aeroflot-Nord à se séparer d'Aeroflot, et à devenir une compagnie aérienne à part entière, Nordavia, à compter du 1er décembre 2009, qui est, par la suite, devenue Smartavia en 2019.

## Description de l'accident

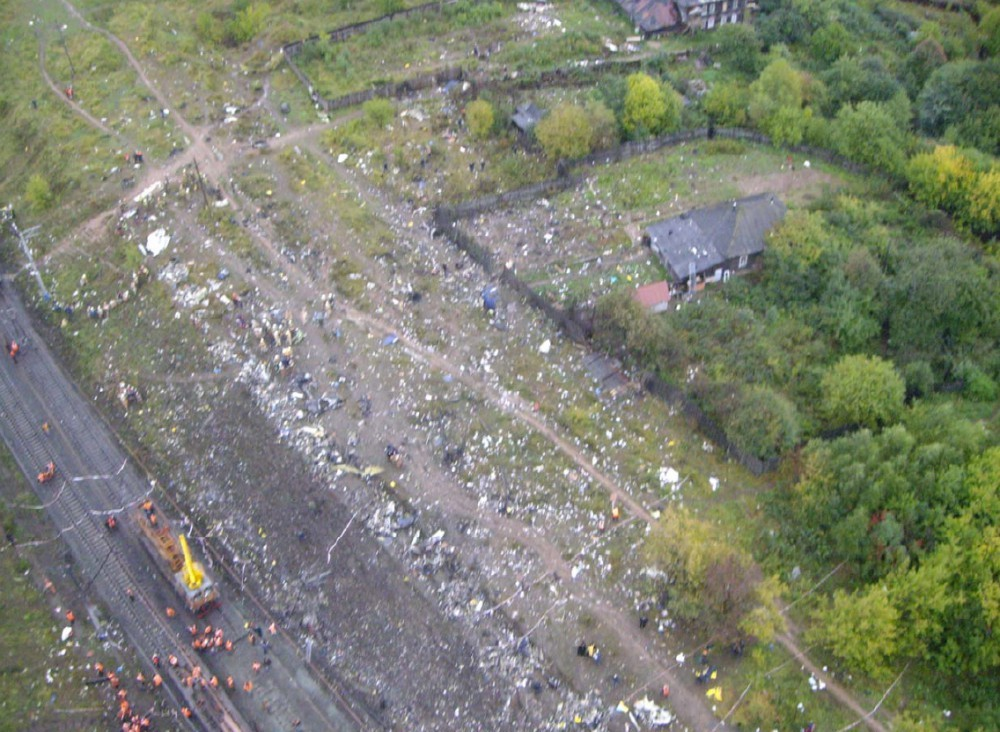
Site du crash du vol 821.

Le vol 821, assuré par un Boeing 737-505, immatriculé VP-BKO, appartenant à Aeroflot-Nord, alors filiale régionale de la compagnie nationale russe, Aeroflot, s'est écrasé sur une voie ferrée au sud-ouest de Perm, à 5h10 heure locale (soit le 13 septembre à 23 h 10 UTC), deux heures après son décollage de l'aéroport international Cheremetievo, à Moscou. 
L'équipage, composé du commandant de bord Rodion Mikhailovich Medvedev (34 ans) et du copilote Rustam Rafailovich Alaberdin (43 ans), n'a pas répondu correctement aux ordres du contrôleur aérien, il a tourné vers l'est au lieu de tourner vers l'ouest, en direction de l'aéroport. 
Cependant, l'équipage n'a signalé aucune urgence à bord et a confirmé tous les ordres donnés par la tour de contrôle. Les contrôleurs aériens ont ensuite perdu contact avec l'équipage alors que l'avion volait à une altitude de 1 800 mètres. 
L'avion s'est progressivement incliné à gauche, puis s'est retourné sur le dos, avant d'entamer un plongeon en piqué incontrôlable et de s'écraser au sol. Les débris de l'avion sont tombés dans un ravin, dans la périphérie de Perm, endommageant les voies du Transsibérien mais sans faire d'autres victimes que celles présentes dans l'avion.

## Victimes par nationalité
| Nationalité | Nombre de victimes |
| ----------- | ------------------ |
| Russie      | 68                 |
| Azerbaïdjan | 9                  |
| Ukraine     | 5                  |
| France      | 1                  |
| Allemagne   | 1                  |
| Italie      | 1                  |
| Suisse      | 1                  |
| Turquie     | 1                  |
| États-Unis  | 1                  |
| Total       | 88                 |

Parmi les 88 occupants de l'avion se trouvait le général Guennadi Trochev, ancien commandant militaire russe en Tchétchénie et conseiller de Vladimir Poutine.

## Enquête
Une enquête pour déterminer les causes de l'accident a été menée par le Comité inter-étatique sur l'aviation russe (IAC), avec l'assistance du Conseil national de la sécurité des transports américain (NTSB) et de Boeing
.
D'après les données des boîtes noires, les réacteurs ont continué de fonctionner jusqu'à l'impact, et l'avion ne s'est pas désintégré en vol, contrairement à ce qu'ont rapporté des médias. Les derniers rapports peuvent être consultés sur le site web de la Commission russe d'enquête sur les accidents aériens.
Le rapport final de l'enquête sur l'accident du vol 821 indique comme cause principale du crash une désorientation spatiale de l'équipage, et principalement du commandant de bord qui pilotait l'avion pendant la phase d'approche, qui s'est effectuée de nuit, alors qu'il volait dans les nuages, avec le pilote automatique et l'automanette désactivés. 
Une mauvaise gestion des ressources de l'équipage et une formation insuffisante concernant l'utilisation de l'horizon artificiel de type occidental à bord du Boeing 737, ont également contribué à l'accident. Les pilotes avaient principalement piloté des avions de type Tupolev Tu-134 et Antonov An-2, qui utilisent un type différent d'horizon artificiel.
De plus, l'enquête révèle que le 737 accidenté volait depuis longtemps avec un problème au niveau de la poussée des deux réacteurs. Les pilotes avaient donc une charge de travail plus élevée, car ils devaient actionner indépendamment les manettes des gaz des moteurs gauche et droit.
Enfin, l'examen médico-légal a révélé la présence d'alcool dans les tissus musculaires du commandant de bord (entre 0,05 % et 0,11 %). Il n'a pas non plus bénéficié d'un temps de repos adéquat avant le vol.

## Médias
L'accident a fait l'objet d'un épisode dans la série télé Air Crash nommé « Limites fatales » (saison 19 - épisode 8).